# ألكس دا كيد
ألكسندر جونيور جرانت (بالإنجليزية:Alexander Junior Grant) المعروف بــ ألكس دا كيد (بالإنجليزية: Alex Da Kid) هو منتج أغاني بريطاني ومؤسس لشركة التسجيلات الموسيقية كينديناكورنر، ولد في 27 أغسطس 1983 بــوود جرين بـلندن، المملكة المتحدة.
اكتسب شهرته من إنتاجه للعديد من الأغاني الناجحة لفنانين من أنواع موسيقية متعددة معظمها هيب هوب وروك بديل، مثل دكتور دري (”I Need a Doctor“)، ونيكي ميناج (”Massive Attack“)، وبي أو بي (”Airplanes“ مع هايلي ويليامز)، وإيمينيم (”Love the Way You Lie“ مع ريهانا)، وماثيو كوما (”Stars“). ورشح ألكسندر 4 مرات لـجائزة جرامي.

## عن حياته
ولد ألكسندر جونيور جرانت في 27 أغسطس 1983 في شمال لندن، لأب جامايكي وأم إنجليزية. كان جرانت لاعب كرة قدم محترفًا، حيث لعب في فريق بريستول سيتي حتى سن 19 عامًا، وفي ذلك الوقت عرّفه أحد أصدقائه على برنامج تحرير الموسيقى الرقمي FruityLoops، مما أثار اهتمامه بالإنتاج الموسيقي، ثم التحق بـجامعة غرب لندن (UWL) للدراسة للحصول على درجة الماجستير في تكنولوجيا الصوت، والتي تسمى الآن تكنولوجيا الموسيقى المتقدمة.

## أهم الأغاني التي أنتجها
- Radioactive (أغنية لفرقة إماجن دراجونس).
- I Need a Doctor (أغنية لفرقة دكتور دري).
- Airplanes (أغنية بي أو بي).
- Demons (أغنية لفرقة إماجن دراجونس).
- Sucker for Pain (أغنية مشتركة بين فرقة إماجن دراجونس،ويز خليفة، ليل واين، تاي دولا ساين).
- Love the Way You Lie (أغنية إمينيم).
- Thunder (أغنية لفرقة إماجن دراجونس).

## قائمة المراجع
1. ↑  "Alex Da Kid | Artist | GRAMMY.com". grammy.com. مؤرشف من الأصل في 2023-12-27. اطلع عليه بتاريخ 2025-07-04.
2. ↑  "Alex Da Kid: The Brit behind 2010's biggest hit". BBC News (بالإنجليزية البريطانية). 21 Dec 2010. Archived from the original on 2025-01-25. Retrieved 2025-07-04.
3. ↑  "MA Advanced Music Technology | University of West London". www.uwl.ac.uk (بالإنجليزية). Archived from the original on 2024-02-29. Retrieved 2025-07-04.

## وصلات خارجية
- ألكس دا كيد على قاعدة بيانات الأفلام على الإنترنت (الإنجليزية)
- ألكس دا كيد على موقع ميوزك برينز (الإنجليزية)
- ألكس دا كيد على موقع أول ميوزيك (الإنجليزية)
- ألكس دا كيد على موقع ديسكوغز (الإنجليزية)
- ألكس دا كيد على موقع جينيس (الإنجليزية)